# Palaeontology (журнал)
Palaeontology — один із двох наукових журналів організації Palaeontological Association (інший — Papers in Palaeontology). Він був заснований у 1957 році та видається видавництвом Wiley-Blackwell. Головний редактор — доктор Пол Тейлор з Музею природної історії у Лондон. Palaeontology публікує статті з низки палеонтологічних тем, включаючи тафономію, функціональну морфологію, систематику, реконструкцію палеосередовища та біостратиграфію. За даними Journal Citation Reports, коефіцієнт впливовості журналу 2021 року становить 3,547, що ставить його на 3 місце серед 54 журналів у категорії «Палеонтологія».